# Bassline
Bassline är en musikgenre/dansmusik som har sina rötter i brittisk UK garage, och som innehåller delar från grime och dubstep som till exempel den starka betoningen på basgång. 
Genren uppstod i Sheffield omkring 2002.